# Horos

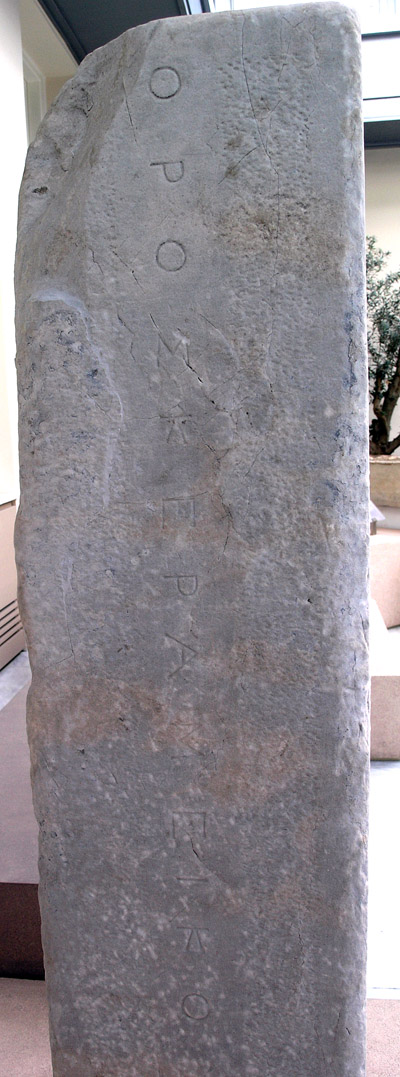
Mojón que marca el límite del barrio del Cerámico, museo arqueológico del Cerámico.

Un horos (en griego ὅρος, hóros; en plural, ὅροι, hóroi) es un mojón o señal de piedra utilizado en la Antigua Grecia para delimitar las propiedades. A partir del siglo IV a. C., los horoi son también empleados como señales hipotecarias, marcando las tierras adscritas a un acreedor.

## El corpus de loshoroi
Más de 200 horoi han sido sacados a la luz en el curso de las excavaciones arqueológicas del Ática y en las islas del mar Egeo bajo influencia ateniense. En 1951, el texto de 222 de ellos sería publicado. Han sido datados del 400 al 200 a. C. y permiten un interesante análisis de la propiedad hipotecaria y de los mecanismos de crédito en Atenas. Concierne sobre todo a los bienes inmobiliarios de los ricos propietarios rurales.

### Hipoteca simple
En la hipoteca simple (griego ὑποθήκη, hypothếkê), el prestatario da en garantía al prestador una propiedad inmobiliaria de valor equivalente a la suma prestada, para una duración establecida por contrato escrito (συνθήκη, synthếkê) depositada en un tercero y mencionada por el horos, firmado sobre el bien hipotecado.
Así, uno hallado en Eleusis y datado de 299-298 a. C. indica:

«Bajo el arcontado de Aristónimo, señal de la casa dada en hipoteca a Nausístrato de Eleusis por 200 dracmas, conforme al contrato depositado a Tehodoreos de Oinoe».

### Venta condicional
En la venta bajo condición de rescate liberatorio (griego πρᾶξις ἐπὶ λὐσει, prãxis epì lúsei), la persona que teniendo necesidad de dinero vende un bien inmueble a un comprador, tiene obligación de rescatar en un plazo establecido (pero nunca mencionado en el horos). A falta de ello, el comprador se convierte en propietario del bien. Durante la duración de la venta condicional, el comprador-acreedor conserva el disfrute del bien y paga los intereses al comprador. El horos sirve para materializar el acuerdo.
Así, uno del siglo IV a. C., descubierto en el territorio del demo de Cefalé indica:

«Señal del terreno y de la casa vendida baja condición de rescate liberatorio a Esquilo, hijo de Difílides, de Prospalta, 3240 dracmas, conforme al contrato depositado a los tesmótetas».

### Hipoteca sobre los bienes de los menores
Esta figura (griego ἀποτίμημα, apotímêma), concierne al heredero que es un menor. Por disposición testamentaria del difunto o decisión del tutor, los bienes inmobiliarios de la herencia pueden estar puestos en alquiler por subasta pública. El inquilino que gana la subasta debe pagar al menor propietario una renta anual, cuyo montante (no mencionada en los horoi) ha sido fijada por la subasta. Está obligado a devolver los bienes a la mayoría de edad del propietario (14 años para una hija epiclera, 18 años para un chico).
Así, uno del siglo IV a. C., descubierto en Naxos indica:

«Señal de los terrenos, de la casa y del tejado de tejas hipotecados en beneficio de los hijos menores de Epifrón, por un capital de 3500 dracmas y un alquiler anual de 400 dracmas bajo el [arcontado de] - - êtos; la totalidad de esta propiedad ha sido dada en hipoteca, y comprende los dominios situados en Eleunte y en Milasa».

### Hipoteca dotal
Esta hipoteca (griego ἀποτἱμημα προκός, apotímêma prokós) concierne a la dote pagada por el padre de la esposa a su yerno. No es del todo propiedad del marido: debe ser devuelta al padre de la esposa si ella muere sin hijos. Para garantizar la restitución de la suma en tal caso, el padre exige a menudo una garantía bajo la forma de bien inmobiliario al futuro esposo. Este bien queda en manos del marido, pero puede ser embargado por su suegro si se comprueba incapaz de devolver la dote. Diecisiete de estos horoi dotales (recensión de 1951) precisan el montante: va de 300 a 8.000 dracmas, para una media de 2.640 dracmas. Estos horoi conciernen, pues, a los atenienses ricos.
Así, un horos del siglo IV, descubierto en Dionisos (antigua Icaria) indica:

«Señal del terreno y de la casa, hipoteca dotal [dada] a Fanomaqué, hija de Ctesón, del Cerámico: 3000 dracmas».

## Loshoroipresolonianos

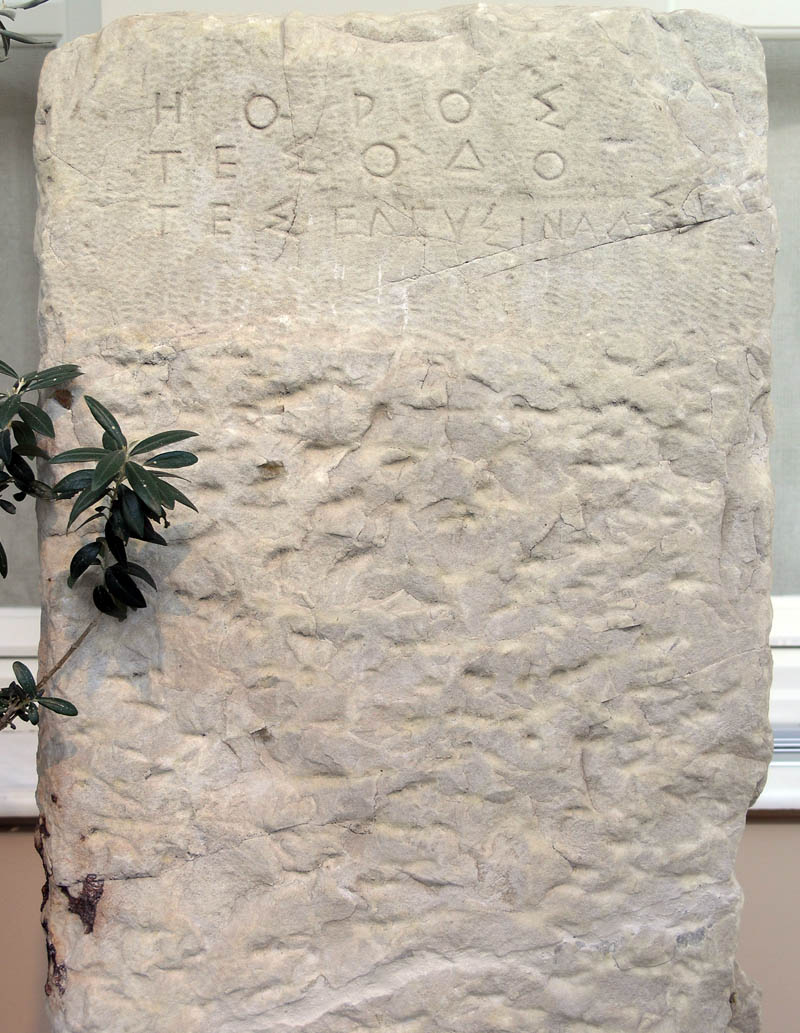
Horos marcando el límite de la Vía Sagrada a Eleusis, hacia 520 a. C., Museo Arqueológico del Cerámico.

Si los horoi clásicas y helenísticas no suponen ningún problema de comprensión, igual sucede con los de la Época Arcaica, en los cuales el legislador ateniense Solón (siglo VI a. C.) hace alusión en uno de sus poemas, cuando evoca la griego σεισάχθεια, seisakhtheia («rechazo de la carga»), es decir la liberación de las deudas:

«Podría testimoniar de esto en el tribunal del Tiempo la suprema madre de los dioses olímpicos muy bien, la negra Tierra, de la que yo antaño los mojones (horoi) arranqué en muchas partes hincados; la que antes era esclava (douleuousa), es ahora libre (eleuthera)».

Al suprimir las deudas, Solón libera, de hecho a los campesinos y por eso mismo, a sus tierras embargadas, marcadas — como en la época clásica, parece que por horois hipotecarios. Sin embargo, el objetivo de la reforma de Solón no es suprimir los préstamos garantizados sobre la tierra. Al contrario, limitándose a prohibir las garantías tomadas sobre la persona de los prestadores o de su familia, no deja a los campesinos otra elección que hipotecar sus tierras. La legislación soloniana no hace nada, de hecho, para impedir una vuelta al estado de hecho a la cual ha puesto fin.
De hecho, no es fácil saber si los horoi presolonianoss son de la misma naturaleza que se conoce de los posteriores. Así, no es cierto que la propiedad del suelo haya sido individual, y que, por tanto, un individuo pudiera efectivamente hipotecar su bien. Si este es el caso, ¿qué representan los horoi?
John V. A. Fine, parte del principio de que la tierra es inalienable. De hecho, en caso de falta de reembolso, el contrato se ejecuta sobre la persona del deudor, y no sobre la tierra. Por tanto, una solución alternativa a la reducción a la esclavitud es posible: el deudor vende su tierra al acreedor bajo condición de rescate; el deudor conserva el disfrute de la tierra. No se trata aquí de una verdadera venta condicional en el sentido visto antes, sino de una ficción jurídica destinada a salvar el problema de la inalienabilidad de la tierra.
Louis Gernet rechaza esta interpretación que le parece demasiado compleja y fundada sobre el concepto de «ficción jurídica», de la que duda su existencia en la época arcaica. Para él, los horoi son el símbolo palpable de la condición de los hectémoros (ἐκτήμοροι, hektếmoroi, literalmente «los de la sexta parte»): estos «sizeniers», como se les llama también, son campesinos áticos que deben por impuestos las cinco sextas partes de su cosecha -no conservando, pues, para ellos más que una sexta parte, de ahí su nombre. Está generalmente admitido que los hectémoros son los aludidos por la legislación soloniana. Para Gernet, los hectémoros no son deudores hipotecarios, sino una clase social estatutariamente dependiente de los propietarios rurales. Los horoi marcarían pues las tierras que, poseídas por los Eupátridas (aristócratas atenienses), son concedidas a los hectémoros y Solón habría, en sentido propio, «hecho cesar la esclavitud del pueblo».